# André Condé
André Condé, pseudonyme d'André Affolter, est un sculpteur suisse né le 29 février 1920 à  La Chaux-de-Fonds en Suisse et mort le 6 mai 2004 au Perreux-sur-Marne,.

## Biographie
Entre 1939 et 1943, il entre en apprentissage chez un sculpteur marbrier et fréquente l'École d'art de La Chaux-de-Fonds. En 1946, Condé s'installe à Paris et travaille dans l'atelier de Germaine Richier. Sa première exposition personnelle a lieu à La Chaux-de-Fonds en 1948. Entre 1949 et 1955, il travaille comme dessinateur en publicité technique et réalise des sculptures en terre cuite (comme celle de Menhirs en 1955) et des reliefs en béton et céramique. Il participe au Salon de la jeune sculpture à Paris entre 1949 et 1956. Il commence à aborder la technique du métal martelé et soudé en 1960. À partir de 1962, il travaille avec du bois et s'intéresse aux résines expoxy. En 1966, il est invité à l'exposition internationale de sculpture contemporaine au musée Rodin à Paris, et en 1972 au symposium de sculpture contemporaine de la Faisanderie de la forêt de Sénart. Condé participe, en 1977, à l'aménagement artistique de la ZAC de Champ Roman à Saint-Martin-d’Hères. Il participe en 1981 à la Triennale européenne de sculpture au Grand Palais à Paris.

## Sculptures
« Classique à ses débuts, marqué par la grande sculpture française du XIXe siècle (par Bourdelle, Maillol), puis expressionniste (stage à paris dans l'atelier de la célèbre femme-sculpteur Germaine Richier), André Affolter, dit Condé, trouve rapidement, dès les années 1960, sa voie très personnelle. Utilisant tour à tour la pierre, le bois, le métal, les résines synthétiques, pliant véritablement ces différents matériaux à la vision ludique qu'il a de la sculpture, il approfondit les deux dynamiques qui vont de plus en plus caractériser ses œuvres, la mobilité des éléments et le dialogue de l'espace extérieur avec l'espace intérieur. »
Ses œuvres sont présentes dans les collections publiques et privées françaises, suisses, allemandes et américaines. De nombreuses sculptures, œuvres sur papier et documents ont été légués par sa famille à la Fondation Ateliers d'artiste à Saint-Maurice.

### Réalisations monumentales
- 1966 Le port, epoxyde La Chaux-de-Fonds
- 1970 Lieu de rencontre Polyester Vitry sur seine
- 1971 La fontana La Chaux-de-Fonds
- 1972 Le lien du dragon Symposium de Sénart
- 1975 De bois et de corde La Chaux-de-Fonds
- 1976 Envol châtaignier Auch
- 1977 Girouette mélèze Saint-Martin-d'Hères
- 1978 Dialogue Chambery
- 1980 Fontaine bronze Aigle, Suisse
- 1982 Sculpture en bronze  Amiens